# Lamprosema caeneusalis
Lamprosema caeneusalis là một loài bướm đêm trong họ Crambidae.